# کمسینگ
کمسینگ (به انگلیسی: Kemsing) یک روستا و محله مدنی در بریتانیا است که در Sevenoaks واقع شده‌است. کمسینگ ۴٬۰۱۴ نفر جمعیت دارد.